# Panthera tigris acutidens
Panthera tigris acutidens (лат.) — вымерший примитивный подвид тигра, живший на территории Восточной Азии в эпоху среднего и позднего плейстоцена 800—12 тысяч лет назад. В Азии вымер предположительно сразу после появления Panthera tigris amoyensis, который, вероятно, является его прямым потомком. Сегодня фоссилии Panthera tigris acutidens находятся в Национальном музее естественной истории в Лейдене (Нидерланды) в коллекции Эжена Дюбуа.

## Ареал и время обитания
Примерно 0,46—0,23 млн лет назад ареал подвида охватывал Китай: Чжокоудянь, Ван-Шиен, Чинцзянь, провинции Сычуань, Гуанси, Хубэй и Юньнань. Во временной промежуток 0,8—0,65 млн лет назад ареал в Китае также включал: Ланьтянь, Гуаньлун и провинцию Шаньси. Позднее 27—53 тыс. лет назад ареал уже охватывал остров Ява — Нгандонг; остров Суматра — пещеры Паданг; на территории современного Китая — Шаньдун, Харбин; Японии — Миккаби, Акиоси, префектуру Ямагути. На территории современной России ареал включал: остров Большой Ляховский, Сибирь, бассейн реки Яны, Чарыша, Алтай, Кавказ; восточную Берингию. В голоцене ареал распространился на Индию — пещеры Карнул, остров Ява — Сампунг, вероятно, Борнео — пещеры Ниах, Саравак.

## Описание
Panthera tigris acutidens — один из крупнейших представителей семейства кошачьих, достигавший длины с хвостом почти 4 м, высоты в холке 120 см, и веса 265—400 кг.
Верхние клыки с двумя длинными углублениями на своей внешней поверхности. Впереди они образуют продольные эмалевые гребни. Углубления не продолжаются до верхнего края эмали, в отличие от постериорного гребня, аналогично современному тигру. Второй верхний премоляр у данного подвида является субтреугольным: угол между внутренними и постериорными стороной примерно прямой, а задняя сторона приблизительно на три четверти выше внешней. Третий верхний премоляр отличается заметными изменениями в развитии метакона. Верхний хищный зуб достигает в размере паракона. Паракон P4 развит в средней степени. Все эти зубы не имеют определённого парастиля. Крошечный M1 утерян либо слишком повреждён для исследования у большинства изученных ископаемых экземпляров. Нижние клыки неотличимы по форме от таковых у современных тигров, имея внешнее и внутреннее продольное углубление и продольный гребень.
Наряду с дентальными характеристиками и увеличенными размерами данный вымерший подвид также обладал массивными пястными и плюсневыми костями — сравнимыми по размеру с амурским тигром, но более толстыми. Таранная кость фоссилий из Ван-Шиен даже превосходит пропорциями таковую у современных тигров.

## Открытие и описание таксона
Первые экземпляры данного подвида были найдены Уолтером Грэнджером в течение зим 1921/22, 1922/23, и 1925/26 годов в восточной Сычуань, Китай. Предварительное описание было дано Мэтью и Грэнджером в 1923 году. Впоследствии остатки, датированные 80 000—65 000 лет назад, были найдены в Сибири (остров Большой Ляхов, бассейн реки Яны) и Китае (Чжоукоудянь) — китайская форма, имевшая размеры тела, в среднем сравнимые с крупными экземплярами амурского (Panthera tigris altaica) и индийского (Panthera tigris tigris) подвидов, впоследствии получила название Panthera tigris zhoukoudens.
В 1934 году нижняя челюсть гигантского тигра из Чжокоудянь была описана Пэем как таксон Felis youngi, из-за менее выпуклых нижних границ черепа, более длинного симфиза и большего размера при сравнении с современными тиграми. В 1933 году аналогичная форма была обнаружена в Пунунге и Нгандонге на острове Ява. У данных яванских экземпляров симфиз был ещё длиннее, чем у типового экземпляра из Чжокоудянь, но, при сравнении, тигр яванского плейстоцена имел менее толстые метаподии, чем китайский или сибирский, что делает его ближе к современной форме.
Плейстоценовые южнокитайский и сибирский тигр так широко отделены в местоположении, что в современной фауне они представляли бы различные географические популяции. Тигр из Чжокоудянь, судя по всему, является промежуточным в местоположении.